# Công trình văn hóa

Công trình văn hóa, hiểu theo nghĩa đen, là các thiết chế xây dựng được kiến tạo để phục vụ cho các hoạt động văn hoá, thông tin, tuyên truyền. Các công trình này được hiểu như những rạp hát, rạp chiếu phim (cinéma), thư viện, bảo tàng... các loại. Bên cạnh đó, những công trình phục vụ giải trí công cộng lớn như công viên, các di tích lịch sử cũng có thể được coi như những công trình văn hoá.